# Fauconneau
Pour les articles homonymes, voir Faucon (homonymie).

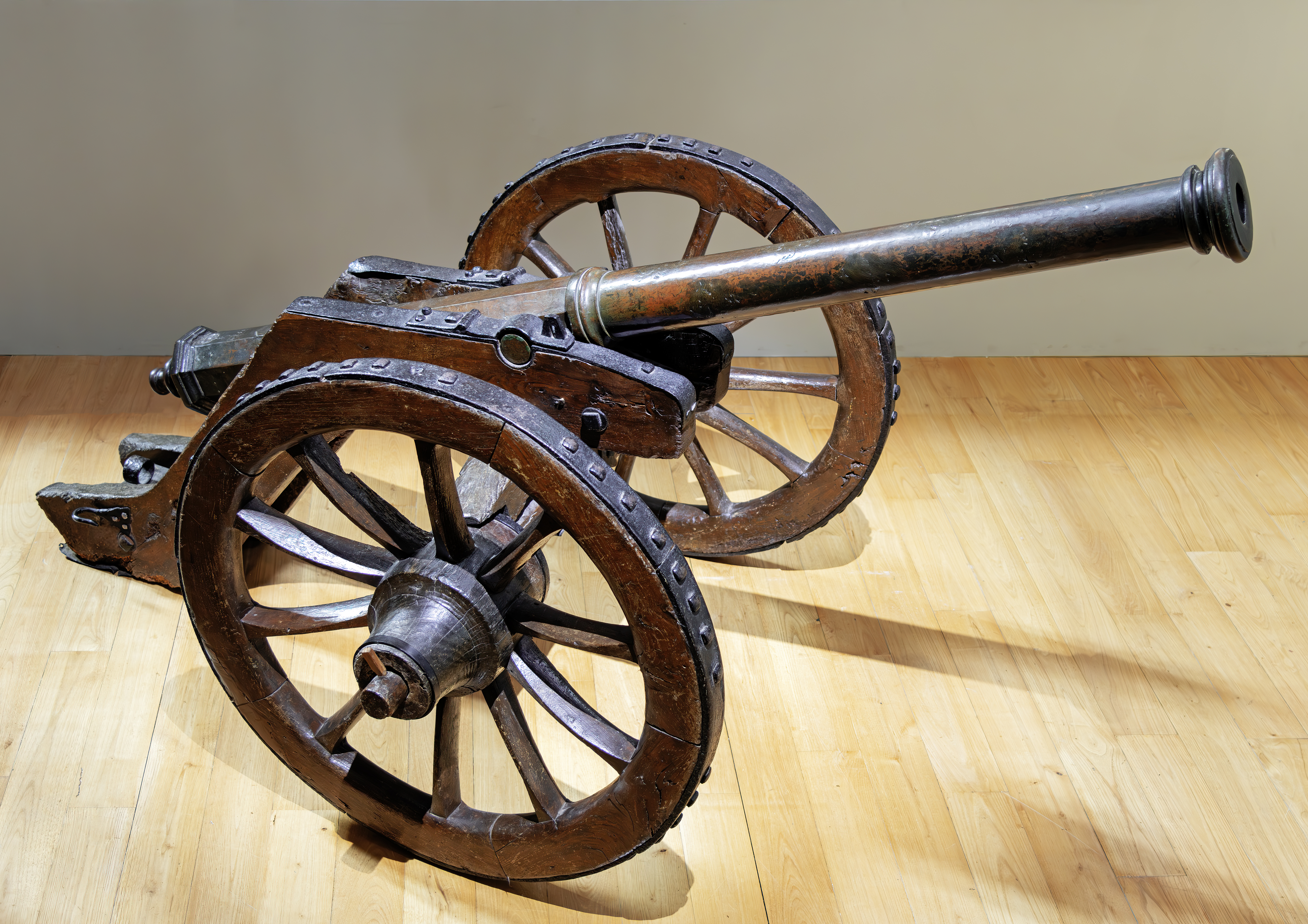
Fauconneau en fonte (1589) Saint-Lys

Le faucon est une espèce de canon qui a trois pouces de diamètre (calibre 76,2 mm) et dont le boulet pèse 1,5 livre (environ 700 g).
Le fauconneau ou bombarde allongée est une pièce d'artillerie légère de 6 à 7 pieds (environ 2 m), qui a deux pouces de diamètre (calibre 50,8 mm) et dont le boulet pèse 1 livre à 1,5 livre (de 453 g à 700 g).
Il fut utilisé du XVIe au XIXe siècle, notamment par les Français et les Espagnols, aussi bien sur terre que sur mer.
Leurs noms se rapportent au faucon et à son petit.